# Istigobius campbelli
Istigobius campbelli är en fiskart som först beskrevs av Jordan och Snyder, 1901.  Istigobius campbelli ingår i släktet Istigobius och familjen smörbultsfiskar. Inga underarter finns listade i Catalogue of Life.